# Khoratpithecus chiangmuanensis
Khoratpithecus chiangmuanensis é uma das três espécies de Khoratpithecus. Viveu no final do Mioceno, no que é hoje o Sudeste da Ásia.